# Бергбум, Эмилия
Эмилия София Бергбум (фин. Emelie Bergbom; 7 февраля 1834, Ваза — 28 сентября 1905, Гельсингфорс) — финский театральный деятель.
Сооснователь первого финноязычного театра — Финского национального театра в Хельсинки (1872) и Финской оперы, действовавшей до 1879 года.

## Биография
Родилась в семье Йохана Эрика Бергбума (фин.), доктора права и сенатора. Её братом был Каарло Бергбум, театральный деятель.
Начала учиться в немецкоязычной женской школе в Выборге. После того, как семья переехала в Гельсинфорс, продолжила обучение в Шведской женской школе. Позже продолжила учиться под руководством частных учителей и свободно говорила по-французски и по-английски. Кроме того, изучала финский язык.
Была горячим сторонником финской идеи.
В 1872 году вместе с братом Каарло Бергбумом основала Финский театр и всю жизнь до самой смерти руководила им.
Была близкой подругой писательницы Минны Кант.
Помимо театральной деятельности, Э. Бергбом работала бухгалтером в Финской ипотечной ассоциации с 1869 по 1900 годы, став первой женщиной, которая работала в государственном учреждении.